# All of Me (jazznummer)
All of Me is een jazzstandard uit 1931, geschreven door Gerald Marks en Seymour Simons.
Belle Baker maakte de eerste opname op plaat. Vanaf toen werd het een van de meest gecoverde nummers van zijn tijd. Onder meer de volgende zangers brachten er een versie van uit: Billie Holiday, Louis Armstrong, Mildred Bailey, Benny Goodman, Teddy Wilson, Ella Fitzgerald, Dean Martin, Frank Sinatra, Frankie Laine, Della Reese, Johnnie Ray, Django Reinhardt, Willie Nelson en Michael Bublé.
Vaudeville ster Belle Baker liet het publiek kennismaken met de song "All of Me" op de radio in 1931. Seymour Simons en Gerald Marks, twee liedjesschrijvers uit Detroit, boden Baker hun lied aan en ze zong het op het podium van het Fisher Theatre in Detroit. Naar het verhaal luidt, zou de zangeres pas haar echtgenoot verloren hebben waardoor ze na de uitvoering van het lied in tranen uitbarstte. Het verhaal verscheen in de pers en in de kortste tijd werd het lied een hit.
De song werd ook een grote hit in de versie van Paul Whiteman en Louis Armstrong in 1932.
Moderne uitvoeringen zijn die van Chelsea Krombach voor haar debuutalbum Look for the Silver Lining, die van Laurence Juber in akoestisch instrumentale versie op zijn album PCH uit 2007, en die van Michael Bublé op zijn album Crazy Love.